# Выборы в Законодательное собрание Еврейской автономной области (2026)
партий: